# باشگاه ورزشی تیگا اسپورت
باشگاه ورزشی تیگا اسپورت یک باشگاه فوتبال در کالدونیای جدید است که در سوپر لیگ کالدونیای جدید شرکت می‌کند.

## افتخارات
- سوپر لیگ کالدونیای جدید: ۲ قهرمانی[۷]